# Красноволя (Любомльська міська громада)
Красново́ля — село в Україні, у Ковельському районі Волинської області. Населення становить 121 осіб, більшість — пенсіонери. Входить до складу Любомльської міської громади.

## Географія
Село розташоване yна заході громади, на відстані 2 км від центру громади і 128 км до обласного центру, має автобусне сполучення з містом Любомль.

## Історія
У книзі Олександра Цинкаловського «Стара Волинь і Волинське Полісся» зустрічаємо такі рядки про село: 
| | \| КРАСНОВОЛЯ, с, Володимирський пов., Бережецька вол., 59 км від м. Володимира. На початку 20 ст. було там 9 домів і 67 жителів. В 1583 р. село належало до Вижви, кн. Андрія Курбського, який платив від К. за ЬУч ланів і 7 город.[2] \| |
| КРАСНОВОЛЯ, с, Володимирський пов., Бережецька вол., 59 км від м. Володимира. На початку 20 ст. було там 9 домів і 67 жителів. В 1583 р. село належало до Вижви, кн. Андрія Курбського, який платив від К. за ЬУч ланів і 7 город. | |

19 липня 2020 року, в результаті адміністративно-територіальної реформи та ліквідації Любомльського району, громада увійшла до складу Ковельського району.

## Населення
Згідно з переписом УРСР 1989 року чисельність наявного населення села становила 145 осіб, з яких 70 чоловіків та 75 жінок.
За переписом населення України 2001 року в селі мешкало 120 осіб.

### Мова
Розподіл населення за рідною мовою за даними перепису 2001 року:
| Мова       | Відсоток |
| ---------- | -------- |
| українська | 99,17 %  |
| російська  | 0,83 %   |

## Інфраструктура
На території села діють:
- клуб–бібліотека;
- магазин продовольчих товарів.

Споруджено пам'ятник полеглим у німецько-радянській війні односельчанам.